# San Vicente (Camarines Norte)
San Vicente è una municipalità di quinta classe delle Filippine, situata nella Provincia di Camarines Norte, nella Regione del Bicol.
San Vicente è formata da 9 baranggay:
- Asdum
- Cabanbanan
- Calabagas
- Fabrica
- Iraya Sur
- Man-Ogob
- Poblacion District I (Silangan/Bgy. 1)
- Poblacion District II (Kanluran/Bgy. 2)
- San Jose (Iraya Norte)